# Tanja Fornaro
Tanja Fornaro (* 4. Januar 1973 in Berlin) ist eine deutsche Schauspielerin, Hörbuchsprecherin - und Regisseurin, Hörspielsprecherin sowie Synchronsprecherin.
Nach dem Besuch der Tanzakademie der Deutschen Oper machte sie ihre Schauspielausbildung an der Theaterwerkstatt Charlottenburg. Bekannt wurde sie durch die Rolle der Luca in der Familienserie Aus heiterem Himmel. 2014 wirkte sie in der Rolle der "Chloe Schumer" in der Live-Tour "Phonophobia – Sinfonie der Angst" der Hörspielreihe "Die drei ???" mit.

## Filmografie (Auswahl)
- 1986: Das Traumschiff: Bali
- 1992: Gute Zeiten, schlechte Zeiten
- 1995: Powder Park
- 1998: Aus heiterem Himmel
- 1999: Die Strandclique
- 2000: Die Cleveren
- 2001: Unser Charly
- 2002: Im Visier der Zielfahnder

## Rollen in Kurzfilmen
- 1996: Der hellblaue Engel
- 2000: Die Samsas

## Hörbücher (Auswahl)
- 2015: Elisabeth Herrmann: Der Schneegänger (Kriminalroman), der Hörverlag, ISBN 978-3-8445-1847-4
- 2016: Claudia Winter: Aprikosenküsse, der Hörverlag (Hörbuch-Download, gemeinsam mit Steffen Groth), ISBN 978-3-8445-1911-2
- 2020: Katharina Fuchs: Neuleben (Hörbuch-Download), Audible Studios
- 2021: Helene Sommerfeld: Das Leben, ein ewiger Traum: Die Polizeiärztin, Hörbuch Hamburg & BookBeat, ISBN 978-3-95713-212-3
- 2021: Mechtild Borrmann: GLÜCK HAT EINEN LANGSAMEN TAKT (U. A. gemeinsam mit David Nathan, Friedhelm Ptok, Tanja Geke und Jürgen Thormann), Argon Verlag, ISBN 978-3-8398-1875-6
- 2021: Helga Glaesener: DAS SEEHOSPITAL, Lübbe Audio, ISBN 978-3-8387-9985-8 (Hörbuch-Download)
- 2022: Abbie Greaves: Jeder Tag für dich, Argon Verlag, ISBN 978-3-7324-5841-7 (Hörbuch-Download)
- 2023: Sacha Naspini: Nives, Argon Verlag, ISBN 978-3-7324-0610-4 (Hörbuch-Download, mit Timo Weisschnur)
- 2024: Michaela Grünig: Schwere Entscheidungen, Lübbe Audio, ISBN 978-3-7540-1070-9 (Hörbuch-Download, Teil 2 der Serie "Die Zeitenwende-Reihe")
- 2025: Katharina Fuchs: Vor hundert Sommern (Audible-Hörbuch)